# Conjuration des pages
 (janvier 2025).
- Si vous ne connaissez pas le sujet, laissez ce bandeau (vous pouvez alors contacter les auteurs).
- Si vous supprimez le contenu mis en cause (vous pouvez préalablement contacter les auteurs),

argumentez précisément cette suppression dans la page de discussion
(un manque de référence n'est pas un argument ; une recherche réelle de référence doit avoir été effectuée, être formellement documentée).
 (janvier 2025).
La conjuration des pages est un complot politique visant à l'assassinat d'Alexandre le Grand survenu à l'automne 327 av. J.-C., au sein de l'entourage du roi macédonien, et plus précisément des pages royaux. Cet épisode s'inscrit dans le contexte des tensions croissantes entre Alexandre et certains de ses compagnons, notamment dû à son adoption progressive des coutumes perses et de son autorité de plus en plus absolue.

## Sources littéraires
Cette affaire est relatée principalement par Arrien dans l'Anabase, par Quinte-Curce au livre VIII de l'Histoire d’Alexandre ainsi que par Plutarque dans les Vies parallèles. Dans l'Anabase, Arrien s'appuie sur deux sources contemporaines des événements, Aristobule et Ptolémée. Ces sources sont considérées comme fiables par l'auteur, mais il convient de noter qu'Arrien est un grand admirateur d’Alexandre et que ses sources elles-mêmes sont issues de personnes proches d’Alexandre. L'objectivité des propos d’Arrien doit donc être considérée avec un certain recul.

## Contexte
En 327 av. J.-C., Alexandre se trouve en Bactriane, une région de l'Empire perse récemment conquise. Alors que les troupes macédoniennes ont quitté leur territoire natal depuis plus de sept ans, le séjour dans les provinces orientales de l'ancien empire achéménide pèse fortement sur l'entourage du roi. Trois ans auparavant déjà, à l'automne 330 av. J.-C., Philotas, fils du vieux général Parménion et hipparque de la cavalerie, est jugé et exécuté par lapidation pour ne pas avoir dénoncé un complot intenté contre la vie du roi. Son père, qui critique la politique d'Alexandre et dont ce dernier craint l'influence, est également exécuté.
Parmi les proches du roi, les contestations montent car Alexandre est jugé tyrannique et trop proche des coutumes et traditions perses. Cette période est aussi caractérisée par la mise en avant de l’origine divine d’Alexandre qui a été reconnu par les prêtres égyptiens comme étant le fils de Zeus Ammon, et le monarque fait par ailleurs de plus en plus référence dans ses discours à ses origines divines afin de légitimer son pouvoir sur un empire en expansion. Après son mariage avec la princesse bactrienne Roxane, désavoué par les élites macédoniennes, Alexandre impose l'instauration du rituel de la proskynèse et « ordonne que, tout comme les Perses, les Macédoniens le salu[ent] en l’adorant prosternés contre terre ». Chez les Perses, ce geste signifiait la reconnaissance de la supériorité sociale de la personne à qui il était adressé. En revanche, pour les Grecs, la proskynèse est un rituel réservé à l’adoration des dieux, particulièrement dans le cadre des rituels religieux. En outre, le rituel de la proskynèse est, aux yeux des Grecs, un « motif illustrant le despotisme perse ». L’affaire de la proskynèse ramène ainsi au premier plan les objections macédoniennes face à la nouvelle monarchie de type perse, en particulier à l’aura quasi divine qu’Alexandre semblait vouloir associer à son pouvoir. Callisthène, neveu d'Aristote et historiographe officiel d'Alexandre, exprime de vifs reproches au sujet de la prosternation et se fait le porte-parole des traditionalistes qui refusent ces usages « barbares ». Selon Callisthène, Alexandre viole le nomos (la loi) des Grecs en tentant de leur imposer ce rituel. Callisthène manifeste sa vive opposition dans un discours rapporté notamment par Arrien, Quinte-Curce et Plutarque.

## Le rôle des pages royaux
(janvier 2025).
- Si vous ne connaissez pas le sujet, laissez ce bandeau (vous pouvez alors contacter les auteurs).
- Si vous supprimez le contenu mis en cause (vous pouvez préalablement contacter les auteurs),

argumentez précisément cette suppression dans la page de discussion
(un manque de référence n'est pas un argument ; une recherche réelle de référence doit avoir été effectuée, être formellement documentée).
Sous les règnes de Philippe II et Alexandre le Grand, les rois macédoniens s'entourent de pages royaux (basilikoi paidès), des adolescents recrutés dans des familles aristocratiques, qui servent les monarques. Les pages royaux n'exercent aucun rôle direct dans la haute politique, leur enrôlement servant avant tout à les initier progressivement aux responsabilités de la vie politique. Après une période de formation de quatre ans, les pages devaient devenir membres des compagnons du roi et de sa suite personnelle . Pendant leur formation, les pages devaient garder le roi pendant son sommeil, lui fournir des chevaux, l'aider à monter sur son cheval, l'accompagner lors des chasses royales et le servir lors des symposiums (c'est-à-dire des beuveries officielles)[réf. nécessaire]. Les pages conscrits pouvaient espérer une carrière à vie à la cour ou même un poste prestigieux de gouverneur, mais ils pouvaient aussi être considérés comme des otages détenus par la cour royale afin de garantir la loyauté et l'obéissance de leurs pères aristocratiques. Les châtiments abusifs infligés aux pages, comme la flagellation, parfois pratiquée par le roi, ont donné lieu à des intrigues et à des conspirations contre la Couronne, tout comme les fréquentes relations homosexuelles entre les pages et l'élite, parfois avec le roi[réf. nécessaire].

## Le déroulement de la conjuration
Ainsi, à l'automne 327 av. J.-C. au cours d'une chasse royale en Bactriane, Hermolaos, page âgé de dix-sept ou dix-huit ans, tue le sanglier que le roi se réservait. Il est alors puni par Alexandre, qui le fait fouetter et le prive de son cheval, comme le veut la coutume macédonienne lorsqu'un page commet une faute. Offensé, Hermolaos n'accepte pas cette sanction et trouve le réconfort et la compréhension auprès de son amant Sostrate qui, selon Quinte-Curce, le persuade de rejoindre un complot contre le roi. Ces derniers conspirent avec sept autres pages, dont Antipater, fils du précédent satrape de Syrie Asclépiodore, Épiménès, fils d'Arseus, Anticles, fils de Théocrite, et Philotas, fils de Carsis le Thrace pour assassiner Alexandre[réf. souhaitée]. Arrien, Plutarque et Quinte-Curce, au delà de la vexation du jeune page, parlent d'une rancœur plus lourde à l'égard du roi, après les assassinats de Parménion, Philotas, de son ami d'enfance Cleitos au début de l'année 328 av. J.-C., qui a eu le tort de porter les exploits de Philippe II au-dessus de ceux de son fils, et de l'affaire de la proskynèse[réf. souhaitée]. Les conspirateurs prévoient d'assassiner Alexandre dans son sommeil, lorsqu'ils seront chargés de garde de nuit. Ils attendent trente-deux jours afin d'être tous de service ensemble la même soirée. Cependant, Alexandre fait indirectement échouer leur plan en restant dehors et éveillé toute la nuit à boire. Selon Arrien, Épiménès, l'un des conspirateurs, révèle le plan fraîchement échoué à son amant Chariclès, qui informe à son tour le frère d'Épiménès, Euryloque, qui avertit Ptolémée. D'après Quinte-Curce, l'histoire est légèrement différente : Épiménès aurait directement informé son frère Euryloque qui avertit Ptolémée et Léonnatos, l'un des gardes du corps d'Alexandre[réf. souhaitée].

## Conséquences de la conjuration
Alexandre et son entourage proche cherchent à connaître le responsable de cette conjuration, et l'hypothèse de la mauvaise influence de Callisthène, qui s'occupe également de la formation des jeunes pages, est rapidement émise. Selon Quinte-Curce et Plutarque, il aurait dit à ses jeunes adeptes qu'ils devaient désormais se considérer comme des hommes et que leur valeur seraient reconnus en tuant l'homme le plus vaillant[réf. nécessaire]. Il est certain que Callisthène souffre de l'attitude de son roi, qui se retourne contre ses plus vieux amis et qui adopte les mœurs des vaincus. Cependant selon Arrien, malgré les arguments de Ptolémée et d'Aristobule, personne n'a pu mettre en lumière la complicité du neveu d'Aristote[réf. nécessaire]. Callisthène est jeté en prison à Bactres et meurt en captivité quelques mois plus tard. Il n'existe pas de consensus sur les circonstances de sa mort : certains sources[Lesquelles ?] disent qu'il est décédé de mort naturelle, d'autres qu'il a été tué par pendaison, crucifiement ou sous la torture[réf. nécessaire]. La thèse de la mort naturelle laisse à penser qu'Alexandre le maintient en captivité pour le faire juger par la Ligue de Corinthe pour trahison. Euryloque, qui a averti les proches du roi, est récompensé de son loyalisme et son frère Épiménès est gracié[réf. nécessaire]. En revanche, les autres conspirateurs sont tous condamnés et exécutés par le corps des pages royaux, chacun faisant durer la souffrance des conspirateurs pour affirmer son dévouement au roi. La famille des comploteurs est également impactée par cet événement[réf. nécessaire]. En effet, Sopolis, le père de Hermolaos, commandant d’un escadron de cavalerie depuis le début du règne d’Alexandre, est renvoyé en Macédoine avec deux officiers et les sources ne le mentionnent plus après l’événement, mais il semble qu’il ait perdu sa position dû à l’implication de son fils dans la conspiration. Le père de Sostrate, Amynthas, satrape de Syrie perd également son rôle politique après l’exécution de son fils[réf. nécessaire]. Cette conjuration représente ainsi un moment important dans le règne d'Alexandre, et illustre l'opposition croissante au sein de l'aristocratie macédonienne, qui se sent menacée par la centralisation du pouvoir et les réformes de leur roi. Elle révèle également la fracture entre les valeurs grecques et macédoniennes d'une part, et les influences orientales auxquelles Alexandre cherchait à se conformer d'autre part[source secondaire nécessaire].

### Sources antiques
- Arrien (trad. Pierre Savinel), Histoire d’Alexandre : L'Anabase d’Alexandre le Grand et l'Inde, Paris, Les Éditions de minuit, 1984 (ISBN 978-2-707-30673-9, présentation en ligne)
- Quintus Curtius Rufus (trad. Annette Flobert), Histoire d’Alexandre, Paris, Gallimard, coll. « Folio classique », 2007, 528 p. (ISBN 978-2-070-30488-2)
- Plutarque (trad. Robert Flacelière), La Vie d'Alexandre, Paris, Éd. Autrement, 1993 (ISBN 978-2-862-60457-2, présentation en ligne)

#### Ouvrages généraux
- Pierre Briant, Alexandre le Grand, Presses universitaires de France, coll. « Que sais-je ? », 2019, 128 pages (ISBN 978-2-715-40184-6)
- Pierre Briant, Histoire de l'empire perse : de Cyrus à Alexandre, Fayard, 1996 (ISBN 2-213-59667-0, 978-2-213-59667-9 et 90-6258-410-1, OCLC 411170687, lire en ligne)
- Olivier Battistini (dir.) et Pascal Charvet (dir.), Alexandre le Grand, histoire et dictionnaire, Robert Laffont, coll. « Bouquins », 2004, 1090 p. (ISBN 978-2-221-09784-7).
- (en) Waldemar Heckel, Who's who in the age of Alexander the Great : A prosopography of Alexander's empire, Oxford, Blackwell Publishing, 2006, 336 p. (ISBN 978-1-4051-1210-9).
- Carney, Elizabeth. “The Conspiracy of Hermolaus.” The Classical Journal, vol. 76, no. 3, 1981, pp. 223–31. JSTOR, http://www.jstor.org/stable/3297324. Accessed 20 Jan. 2025.